# 慈灯寺
參數所指定的目標頁面不存在，建議更正成存在頁面或直接建立下列一個頁面（建立前請先搜尋是否有合適的存在頁面可以取代）：
- 慈灯寺 (济宁)

慈灯寺，俗称“五塔寺”，位于内蒙古自治区呼和浩特市玉泉区东南部的五塔寺后街，是一座藏传佛教格鲁派寺院。

## 历史
清朝雍正五年（1727年），小召喇嘛阳察尔济任归化城副扎萨克喇嘛时，在他担任年班扎萨克喇嘛（掌管行政权的喇嘛）向清朝朝廷汇报时，他呈请朝廷修建小召的属院。该属院于雍正十年（1732年）建成，清廷赐名“慈灯寺”，并赐予写有蒙古文、藏文、汉文三种文字的寺名匾额。寺中的“金刚座舍利宝塔”，当地俗称“五塔”，蒙古语名的汉语音译为“塔布斯普尔罕”，清朝雍正五年（1727年）开始建造，落成于雍正十年（1732年）。
慈灯寺原来占地面积1.35万平方米，有三进殿宇，每进院子都有正殿，两侧有配殿、厢房、耳房等等。每年农历除夕，归化城内外各召庙都会选派喇嘛来到慈灯寺门前的广场上，身穿盛装，头戴面具，在锣鼓、大号、笙管、铙钹等乐器伴奏下，举办跳“恰木”活动，以庆祝丰收、祈福消灾，保佑来年风调雨顺。农历正月十五日元宵节夜间，慈灯寺在寺中的“金刚座舍利宝塔”和玲珑短墙上每隔咫尺便点亮铁铸莲花灯，使该塔通体放光。
光绪十二年（1886年），阳察尔济三世圆寂后，寺中没有了活佛，喇嘛都返回小召，慈灯寺逐渐荒废。当时到过呼和浩特的旅行家记载：“此寺现已全废，喇嘛无一人，各所均极颓败。”到1960年代末，殿宇已经全部无存，仅余殿后的“金刚座舍利宝塔”。
1961年9月，建筑学家梁思成与作家叶圣陶等人来到呼和浩特考察。梁思成对“金刚座舍利宝塔”精美的建筑艺术评价很高，叶圣陶等人也交口称赞。
1962年起，设兼职保护员，以保护金刚座舍利宝塔。1977年，国家拨专款修葺该塔；同年呼和浩特市文物管理所成立后，开始对该塔建立资料档案。1982年成立五塔文物保管所，并树立保护标志。1988年1月13日，“金刚座舍利宝塔”被公布为第三批全国重点文物保护单位。
2006年7月12日，慈灯寺遗址复原工程竣工。慈灯寺复原工程是由呼和浩特市人民政府投资800多万元人民币兴建，依据历史文献、照片、资料，并结合遗址考古发掘成果开展复原设计。该工程于2006年3月动工，工程项目包括围墙复原、二进院大殿复原、三进院大殿复原、6座东西配殿复原、古井厅复原等等。复原之后的慈灯寺依照藏传佛教仪轨布置各殿，到2006年7月竣工时，寺内共塑有13尊佛像。据内蒙古自治区文物局人士介绍，复原之后的慈灯寺是内蒙古自治区首个在原址复原的古建筑群。

## 建筑

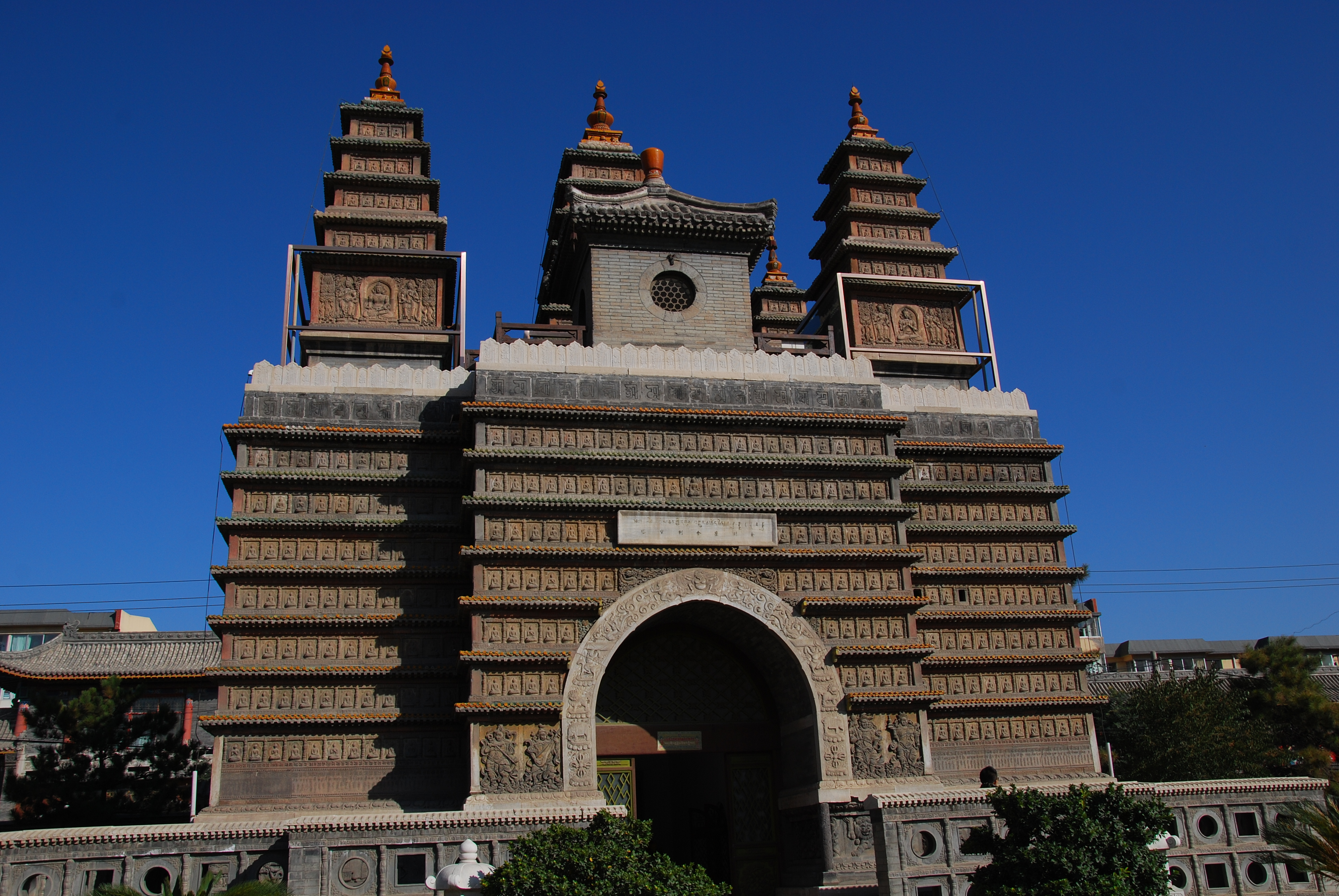
金刚座舍利宝塔

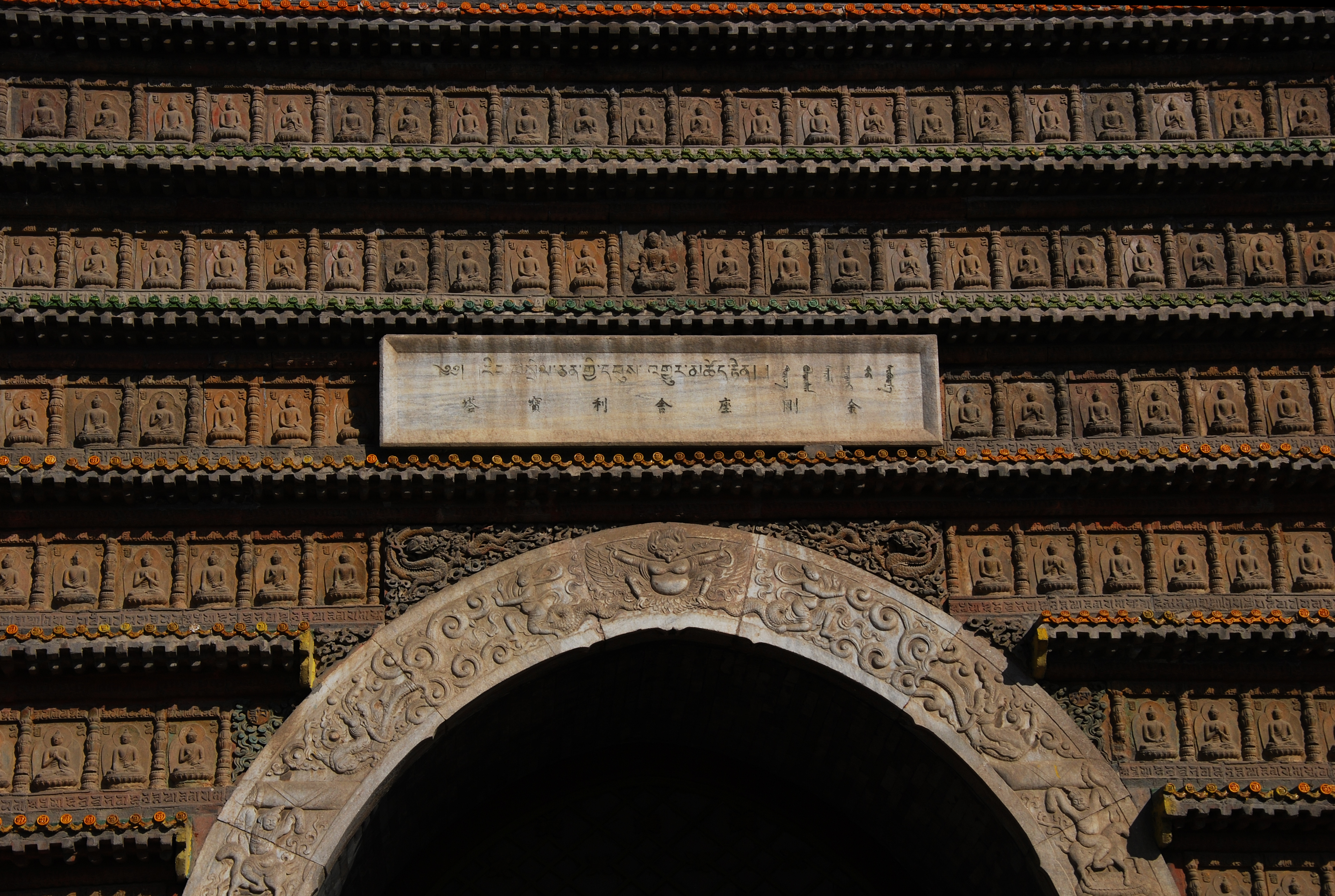
金刚座舍利宝塔

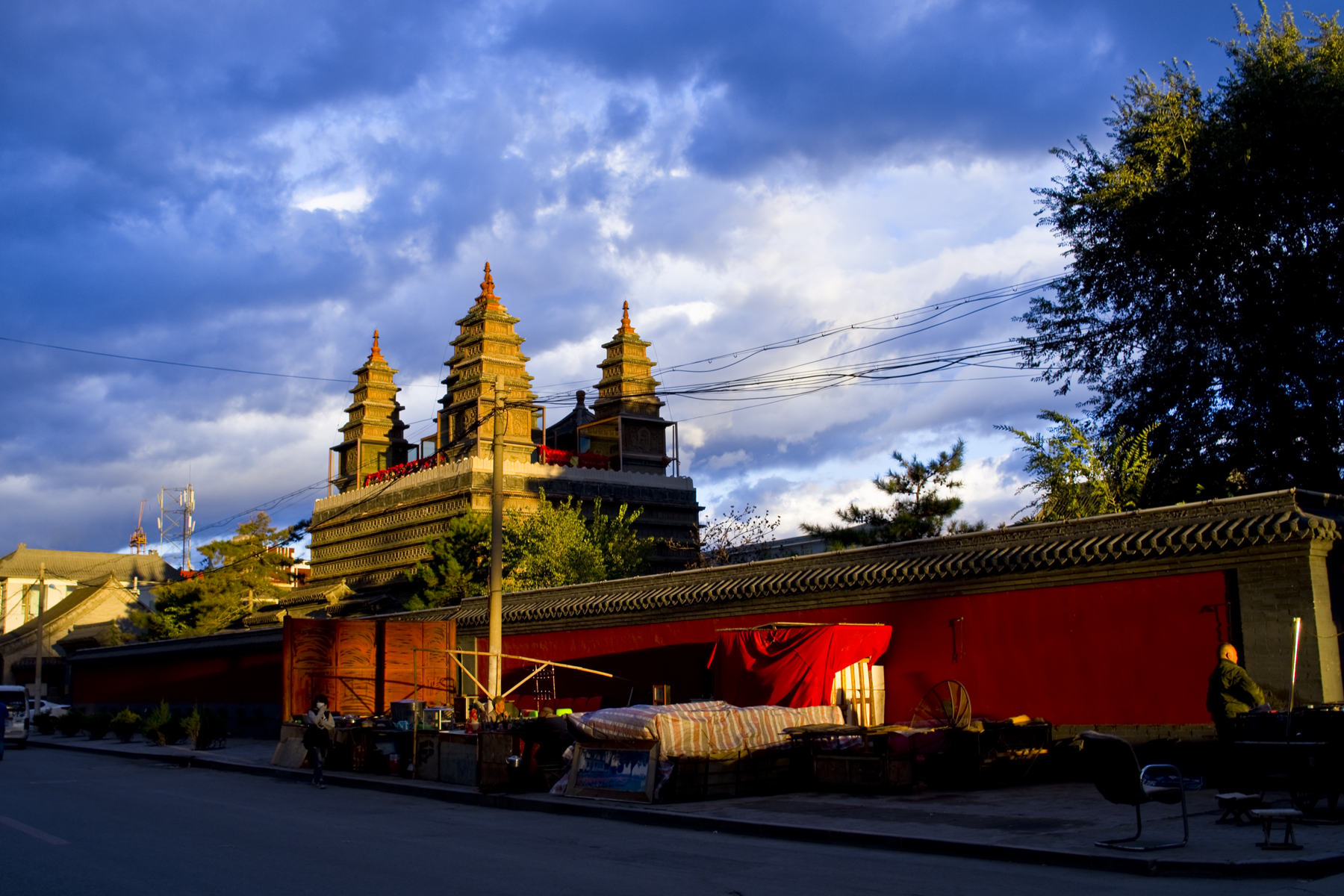
金刚座舍利宝塔背面

“金刚座舍利宝塔”用砖砌石料镶边包角，通高16.5米，形制和北京的真觉寺金刚宝座塔相近，同为金刚宝座式塔。五座平面呈方形的密檐式塔及罩亭分列在高大的金刚座上。金刚座则承托在一个用莲瓣装饰的须弥座上。
该塔南门正中的券门两侧雕有四大天王像，上面有迦陵频伽、狮子、神马等图案，券门上方镶嵌着用蒙古文、藏文、汉文镌刻的“金刚座舍利宝塔”汉白玉匾额。金刚座下的须弥座束腰间并列着砖雕五佛坐骑狮、象、马、孔雀、迦楼罗以及宝瓶等七珍图案。
金刚座平面呈“凸”字形，共有七层：第一层上有蒙古文、藏文、梵文三种文字刻写的《金刚经》；从第二层到第七层的檐下布满佛龛，每个佛龛内有一尊鎏金佛像，共有1119个佛像，姿态各异。
从该塔南门进入塔内，登上螺旋式楼梯，可以到达金刚座上的平台，出口处有一方形琉璃罩亭。金刚座上为5座平面呈方形的密檐式塔，均带绿色琉璃挑檐。中央一塔为大日如来宝塔，共有7层，高6.62米，塔座周围有浮雕，刻有一对佛足。四隅的4座塔均为5层。5座小塔的一层均嵌有一佛、二菩萨、菩提树、景云砖雕，二层以上为千层龛。
金刚座后面的山墙上，镶嵌着三幅圆形石刻图，分别是天文图、须弥山分布图、六道轮回图。六道轮回图以图解释佛经中所说的世界众生如何在“六道”中轮回升沉，不得解脱，用蒙古文加以注释。须弥山分布图以图说明佛教说的人类居住世界中心须弥山及其上界和四周的分布。天文图由八块汉白玉拼砌而成，直径1.445米，内规圆径18.3厘米，赤道直径51.4厘米，黄道直径73至76厘米，以蒙古文加以注释。图中表现的赤道坐标盖天图，以北极为圆心，放射出28根经线，其上标出二十八星宿，并作五个同心圆以分别表示天的北极圈、南极圈、夏至圈、冬至圈、赤道圈，此外还标注了黄道二十四节气、十二支十二宫，图下方刻有长方形的图例、标星等。此图是研究中国清代天文学史的重要实物资料。蒙古文题铭上记述，这幅天文图是雍正三年（1725年）根据钦天监制定的天文图刻制的。此为中国现存唯一以少数民族文字标注的石刻天文图，也是世界上现存唯一一张以蒙古文标注的古代星图。
中华人民共和国成立后，考古工作者曾对该塔进行考古挖掘，发现该塔的地宫有一个石门可以打开，但是有地下水冒出。为避免挖掘引起塔体坍塌，也因为缺少地宫的建筑设计图纸，所以此次挖掘未能继续。从塔名中有“舍利”这一点看，佛教界人士认为该塔保存有“舍利”。民间传说，该塔的舍利可能是三世达赖的舍利。1586年，三世达赖到呼和浩特讲经，并圆寂于正蓝旗。也有人认为，该塔的舍利可能是三世达赖的“法身舍利”，即其生前用过的衣物或经卷等等，其真身舍利可能供奉在西藏。
“金刚座舍利宝塔”与印度的佛陀伽耶式塔属同一类型，为金刚宝座式塔。这种类型的塔在中国有5座，分别位于北京真觉寺、碧云寺、西黄寺，云南昆明妙湛寺，呼和浩特慈灯寺。